# Acacia wiseana
Acacia wiseana är en ärtväxtart som beskrevs av Charles Austin Gardner. Acacia wiseana ingår i släktet akacior, och familjen ärtväxter. Inga underarter finns listade i Catalogue of Life.